# Фредерик, Линн
Линн Мари́я Фредери́к (англ. Lynne Maria Frederick; 25 июля 1954, Хиллингдон, Мидлсекс, Англия, Великобритания — 27 апреля 1994, Лос-Анджелес, Калифорния, США) — английская актриса, позже — американский продюсер.

## Биография

### Ранние годы
Линн Мария Фредерик родилась 25 июля 1954 года в Хиллингдоне (Мидлсекс, Англия, Великобритания) в семье Эндрю и Айрис Фредерик. Вскоре после рождения дочери супруги Фредерик расстались, и её отец пропал. Девочка воспитывалась своей матерью Айрис и бабушкой Сесилией.
Линн училась в частной школе для девочек Notting Hill & Ealing High School и собиралась стать преподавателем математики и физики, но позже бросила учёбу ради начала карьеры актрисы. Айрис была недовольна решением своей дочери, но во всём её поддерживала.

### Карьера
Сниматься в кино Линн начала в 1970 году, дебютной работой в кино стала роль Мэри Кастанс в фильме «Нет травинки».
В 1979 году она сыграла роль Принцессы Флавии в фильме «Пленник Зенды», после чего закончила карьеру актрисы, сыграв на тот момент в 30-ти фильмах и сериалах.
В 1980 году бывшая актриса спродюсировала фильм «Дьявольский заговор доктора Фу Манчу» и окончательно завершила какую-либо деятельность в кинематографе.

### Личная жизнь
Линн трижды была замужем, имела одного ребёнка.
- Первый супруг — Питер Селлерс (1925—1980), актёр. Они были женаты в 1977—1980 года. Брак окончился 24 июля 1980 года смертью 54-летнего Селлерса от сердечного приступа.
- Второй супруг — Дэвид Фрост (1939—2013), журналист. Были женаты в 1981—1982 года.
- Третий супруг — Бэрри Ангер, хирург и специалист в области сердца. Были женаты в 1982—1991 года. В этом браке Линн родила своего единственного ребёнка — дочь Кэсси Ангер (род.1984).

### Смерть
В июле 1980 года, после того как первый супруг Линн скончался, у неё начались проблемы с психикой. Её психологическое состояние ухудшилось после последующих двух разводов.
Линн долгие годы страдала от алкоголизма и наркомании, что сильно ухудшило её здоровье в последние годы жизни. Она скончалась в 39-летнем возрасте 27 апреля 1994 года. Ходили слухи о том, что она совершила самоубийство, но это не было подтверждено достоверными источниками. Вскрытие трупа не показало причину смерти Линн. За три недели до смерти Виктория Селлерс, бывшая падчерица актрисы, встречалась с ней у неё дома и позже рассказала об этой встрече: «Я была так потрясена. Линн сидела у себя на кухне, одетая в грязный кафтан. Она едва могла двигаться. Она потягивала водку прямо из кувшина».
Линн Фредерик была кремирована в Крематории Голдерс-Грин в Лондоне и похоронена в одной могиле вместе со своим первым мужем Питером Селлерсом.

## Избранная фильмография
актриса
| Год  |    | Русское название             | Оригинальное название                      | Роль                     |
| ---- | -- | ---------------------------- | ------------------------------------------ | ------------------------ |
| 1970 | ф  | Смерть травы                 | No Blade of Grass                          | Мэри Кастенс             |
| 1971 | ф  | Николай и Александра         | Nicholas and Alexandra                     | Великая княжна Татьяна   |
| 1972 | ф  | Генрих VIII и его шесть жён  | The Six Wives of Henry VIII                | Кэтрин Говард            |
| 1972 | ф  | Цирк вампиров                | Vampire Circus                             | Дора Миллер              |
| 1972 | ф  | Изумительный мистер Бланден  | The Amazing Mr Blunden                     | Люси Аллен               |
| 1973 | тф | Ранние всходы                | The Ripening Seed (Away from It All, ер.1) | Венка Ферре              |
| 1974 | тф | Женщина с моря               | The Lady from the Sea                      | Хильда                   |
| 1974 | тф | Кентервильское привидение    | The Canterville Ghost                      | Вирджиния Отис           |
| 1974 | ф  | Фаза 4                       | Phase IV                                   | Кендра Элдридж           |
| 1975 | ф  | Четыре всадника Апокалипсиса | I quattro dell’apocalisse                  | Эмануэлль "Банни" О'Нилл |
| 1975 | ф  | Долгое возвращение           | A Largo Retorn                             | Анна Ортега              |
| 1976 | ф  | Путешествие отверженных      | Voyage of the Damned                       | Анна Розен               |
| 1979 | ф  | Узник Зенды                  | The Prisoner of Zenda                      | принцесса Флавия         |

продюсер
- 1980 — Дьявольский заговор доктора Фу Манчу[англ.]/Fiendish Plot of Dr. Fu Manchu, The